# Deltocephalus transparipennis
Deltocephalus transparipennis är en insektsart som beskrevs av Victor Ivanovitsch Motschulsky 1863. Deltocephalus transparipennis ingår i släktet Deltocephalus och familjen dvärgstritar. Inga underarter finns listade i Catalogue of Life.